# Susmiou
Susmiou é uma comuna francesa na região administrativa da Nova Aquitânia, no departamento dos Pirenéus Atlânticos. Estende-se por uma área de 3,52 km². Em 2010 a comuna tinha 357 habitantes (densidade: 101,4 hab./km²).